# Ceiba 1ra. Sección, Tacotalpa
Ceiba 1ra. Sección är en ort i Mexiko.   Den ligger i kommunen Tacotalpa och delstaten Tabasco, i den sydöstra delen av landet, 700 km öster om huvudstaden Mexico City. Ceiba 1ra. Sección ligger 26 meter över havet och antalet invånare är 231.
Terrängen runt Ceiba 1ra. Sección är varierad. Runt Ceiba 1ra. Sección är det ganska tätbefolkat, med 56 invånare per kvadratkilometer. Närmaste större samhälle är Teapa, 13,8 km väster om Ceiba 1ra. Sección. Trakten runt Ceiba 1ra. Sección består till största delen av jordbruksmark.